# The Devil to Pay!

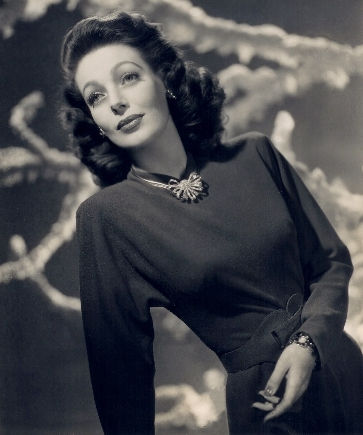
Loretta Young

The Devil to Pay! (Brasil: O Diabo que Pague ) é um filme de drama romântico norte-americano, dirigido por George Fitzmaurice. Lançado em 1930, foi protagonizado por Ronald Colman e Loretta Young. Frederick Lonsdale escreveu o roteiro, juntamente com Benjamin Glazer.

## Elenco
- Ronald Colman como Willie Hale
- Frederick Kerr como Lord Leland
- Loretta Young como Dorothy Hope
- David Torrence como Sr. Hope
- Florence Britton como Susan Hale
- Myrna Loy como Mary Crayle
- Paul Cavanagh como Grand Duke Paul
- Crauford Kent como Arthur